# Paris cronquistii
Paris cronquistii är en nysrotsväxtart som först beskrevs av Armen Tachtadzjan, och fick sitt nu gällande namn av Hen Li. Paris cronquistii ingår i släktet ormbärssläktet, och familjen nysrotsväxter.

## Underarter
Arten delas in i följande underarter:
- P. c. cronquistii
- P. c. xichouensis